# Bedenke Phlebas
Bedenke Phlebas (englischer Originaltitel: Consider Phlebas, erschienen 1987) von Iain M. Banks ist eine Space Opera und ein Bestandteil des Kultur-Zyklus. Der Titel des Buches ist dem Gedicht The Waste Land von T. S. Eliot entlehnt – ebenso wie der Titel des Buches Blicke windwärts.

## Inhalt
Hintergrund von Bedenke Phlebas ist der bereits etliche Jahre dauernde Krieg zwischen der Kultur und den Idiranern. Beides sind interstellare Zivilisationen, die sich allerdings in ihrer Philosophie radikal unterscheiden. Die Idiraner sind eine dreibeinige, physisch nahezu unsterbliche Spezies, deren Weltsicht und eingefleischter religiöser Fanatismus von ihnen verlangt, das Universum nach den Vorstellungen ihres Gottes zu ordnen. Dabei werden zahllose Zivilisationen entweder unterworfen oder ausgerottet.
Erzählt wird die Geschichte meist aus der Perspektive eines Wandlers mit dem Namen Bora Horza Gobuchul. Wandler sind eine nahezu ausgestorbene Gattung humanoider Außerirdischer, die über die Fähigkeit verfügen, ihre Physis vollständig dem Abbild eines beliebigen panhumanen Anderen anzugleichen. Horza kämpft auf Seiten der Idiraner, weil er die komplexe Bindung der Kultur an ihre Gehirne, d. h. hyperintelligente künstliche Intelligenzen, widernatürlich findet. Die Idiraner geben Horza einen Spezialauftrag, den nur er allein durchführen kann: er soll ein junges, unausgebildetes Kultur-Gehirn, das sich auf den Planeten Schars Welt gerettet hat, aufspüren und den Idiranern übergeben. Der Zugang zu diesem Planeten der Toten wird durch einen Dra’Azon kontrolliert, ein übermächtiges Wesen, das nur Schutzsuchenden und Schiffbrüchigen Einlass gewährt. Da Horza früher zu einer kleinen, mit Wandlern besetzten Basis auf Schars Welt gehört hat, ist er die einzige Hoffnung der Idiraner, die Welt zu betreten und sich des Gehirns zu bemächtigen.
Der Wandler, der für seine idiranischen Auftraggeber einen hohen Funktionär in der Gerontokratie von Sorpen verkörpert, wird von Perosteck Balveda, einer Agentin des Kultur-Geheimdienstes Besondere Umstände, enttarnt. Er entkommt knapp dem Tod; das Schiff der Idiraner, das ihn rettet, wird kurz darauf von einem Kultur-Kreuzer aufgebracht. Damit er nicht gefangen oder getötet werden kann, wirft der Kommandant Horza kurzerhand, mit einem Signalgeber und einem Survivalpack versehen, ins All. Bevor ihn die idiranische Flotte an Bord nehmen kann, wird er zufällig von einem Freibeuter-Schiff aufgelesen.
Zunächst muss Horza in einem tödlichen Zweikampf einen Platz in der Mannschaft des Freibeuterschiffes Clear Air Turbulence (CAT) erobern. Er beginnt eine Beziehung mit einem der weiblichen Mitglieder und sondiert seine Lage und die Chancen, seinen Auftrag durchzuführen. Kraiklyn, der Kapitän der CAT, ist als Anführer glücklos und seine Devise „Schnell rein, schnell raus“ wird zum geflügelten Wort für missglückte Operationen. Nach einem fehlgeschlagenen Überfall auf den Tempel des Lichtes fliegt die CAT zum Kultur-Orbital Vavatch, das gerade evakuiert wird und anschließend vernichtet werden soll, damit es den im Krieg immer weiter vorrückenden Idiranern nicht als Operationsbasis dienen kann. Kraiklyn will dort aus einem havarierten Megaschiff funktionstaugliche Buglaserwaffen herausholen. 
Die Gruppe der Freibeuter wird schwer dezimiert und schließlich voneinander getrennt. Nach einem Zwischenspiel als Schiffbrüchiger bei einer Gruppe fanatisch geisteskranker Kannibalen gelingt es Horza, Kraiklyn wieder aufzuspüren. Der Wandler tötet Kraiklyn, übernimmt mit dessen Identität die Clear Air Turbulence und fliegt mit den verbleibenden Besatzungsmitgliedern zu Schars Welt.
Das Mädchen Fal ’Ngeestra ist unter etwa 500 Milliarden Kulturbürgern eine von lediglich 30 Personen, die in der Lage sind, aus dürftigen Fakten wahrscheinliche Ereignisvorhersagen zu treffen. Sie nennt für die Problemlösung auf Schars Welt die Namen Perosteck Balveda, das Vavatch-Orbital und Kraiklyn. Daraufhin erhält Perosteck Balveda den Auftrag, die Freibeuter zu infiltrieren und schafft es auf die CAT.
Der Dra’Azon gestattet der CAT, auf Schars Welt zu landen. Horza findet die Mannschaft der Wandler-Basis ermordet, unter ihnen seine ehemalige Geliebte. Einer kleinen Gruppe Idiraner ist es offenbar gelungen, die Stille Barriere um den Planeten zu durchbrechen und sich auf die Suche nach dem Gehirn zu machen.
Im tief unter der Oberfläche des Planeten vergrabenen Kommandosystem einer ausgestorbenen Zivilisation suchen nun die Freibeuter unter Horzas Führung nach den Idiranern und dem sich versteckt haltenden Kultur-Gehirn. Horza muss schmerzhaft feststellen, dass die Idiraner nicht seine Verbündeten sind, und ihm werden die extrem unangenehmen Wesenszüge ihres fanatischen Rassismus klar. Zu der sich anbahnenden Loyalitätskrise gesellt sich eine persönliche Identitätskrise. Nach und nach werden die Mitglieder seines Teams getötet, bis zum Schluss nur noch Perosteck Balveda und eine kleine Reparaturdrohne auf Horzas Seite übrig sind. Schwer verletzt und verzweifelt stirbt Horza schließlich in Perostecks Obhut. Es gelingt der Kultur-Agentin, das traumatisierte Kultur-Gehirn zu bergen und Schars Welt zu verlassen.
Nach dem Ende des Krieges nimmt das geborgene Gehirn den Namen des toten Wandlers an: Bora Horza Gobuchul. Von einer neugierigen Touristin auf diesen merkwürdigen Namen angesprochen endet das Buch mit den Sätzen: „Das ist eine lange Geschichte …“ „Ich liebe lange Geschichten“.

### Zusammenhang innerhalb des Kultur-Zyklus
Bedenke Phlebas betrachtet die Kultur überwiegend aus dem Blickpunkt ihrer Gegner, mit denen sie sich in einem interstellaren Konflikt befindet. Nur in den Sequenzen um das Mädchen Fal ´Ngeestra erlebt der Leser so etwas wie den Alltag einer Kultur-Angehörigen. Ergänzt wird das Buch durch einen Anhang, der den Krieg zwischen der Kultur und den Idiranern in Form einer historischen Zusammenfassung darstellt. Die abschließende Statistik konstatiert: Mit 48 Jahren und einem Monat ein kleiner, kurzer Krieg, aber nichtsdestotrotz der bedeutendste Konflikt der letzten 50.000 Jahre.
Obwohl 800 Jahre seit dem idiranischen Krieg vergangen sind, lässt sich der Roman Blicke windwärts als eine thematische Fortführung von Bedenke Phlebas lesen. Beiden Erzählungen liegen nämlich sehr ähnliche Konfliktlinien in Bezug auf die ungebrochenen Einmischungsstrategien der Kultur zugrunde.

## Kritik
- Colin Greenland: "Consider Phlebas ist nicht ausgesprochen eine moderne Gralssuche, jedenfalls nicht mehr als irgendwelche anderen Heldensagen mit Schwertgeklirr und Getöse, in denen nach einem vage göttlichen Dingsbums gestrebt wird. Doch wie die Grabelegie Eliots für den ertrunkenen phönizischen Seefahrer (Phlebas) könnte ja auch dieser ganze Roman als ein Gedächtnisakt, als Erinnerung an Totes angesehen werden, als moralische Parabel von epischer Breite, die viele Generationen nach dem Geschehen eine Maschine einer schwangeren jungen Frau übermittelt."[1]